# Émetteur du pic de Nore

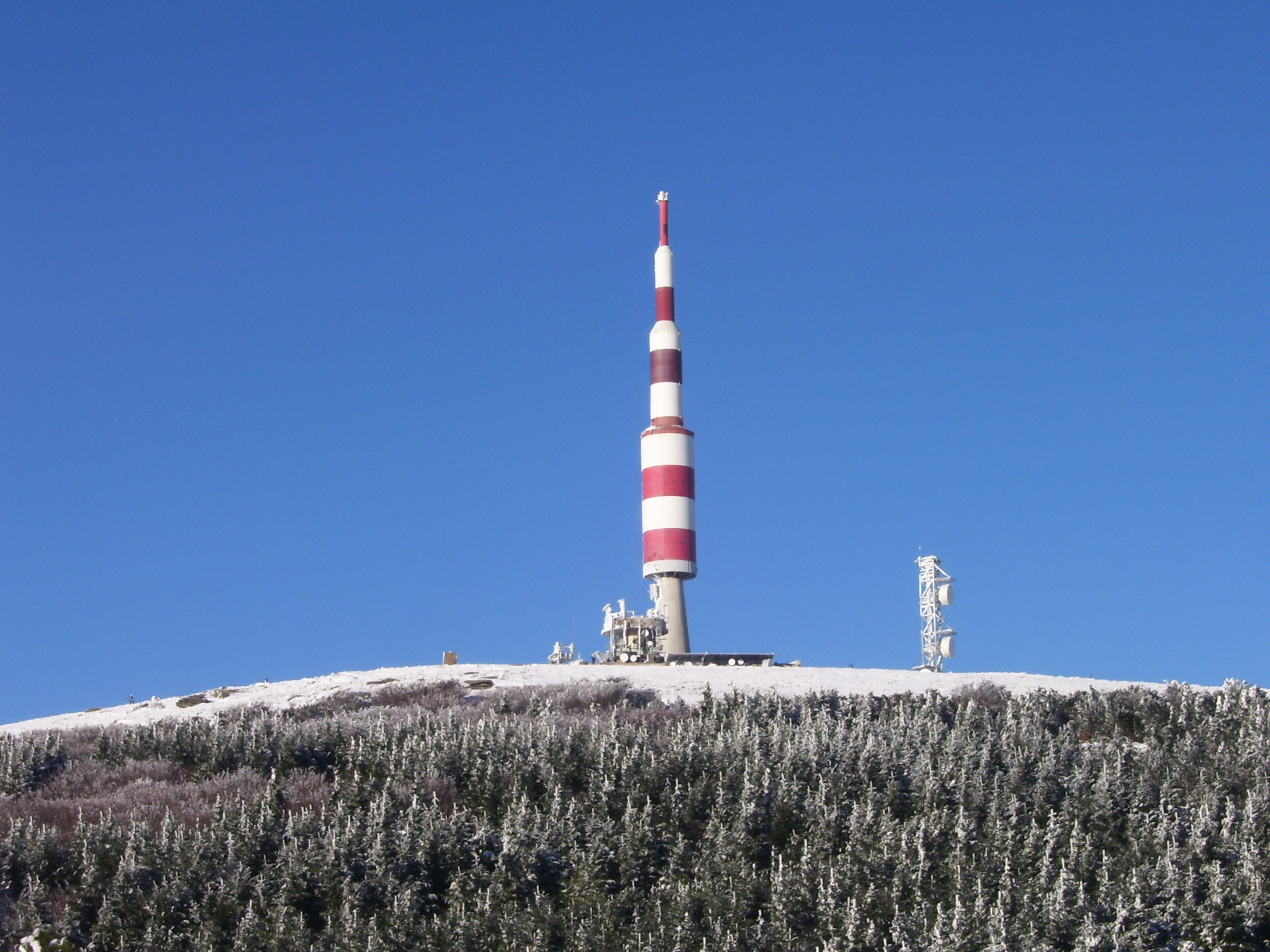
Émetteur du pic de Nore sous la neige, en novembre 2008

L'émetteur du pic de Nore est un émetteur de télévision installé au sommet du pic de Nore, sur le territoire de la commune de Pradelles-Cabardès, à 1210 mètres d'altitude. Il utilise une tour autoportante d'une hauteur de 102 mètres. Cette tour en a remplacé une autre qui s'était écroulée lors d'une tempête en 1976.
Il diffuse :
- FM : 4 émetteurs de 80 kW PAR ;
- Télévision numérique : 7 multiplexes UHF entre 13 et 50 kW PAR.

Avec la fin de l'analogique et la transition vers le tout numérique, l'émetteur VHF a été définitivement abandonné à l'automne 2010. Il émettait en bande I VHF, et sa réception était trop perturbée, malgré toutes les protections mises en place (parasites, interférences avec les propagations exceptionnelles, mauvais fonctionnement du décrypteur Syster analogique pour Canal+). Il n'utilisera plus ces très basses fréquences (50 MHz) du fait du passage au tout numérique. Lors du passage à la transmission du signal crypté Syster, les abonnés à Canal+ ont abandonné la réception hertzienne terrestre, pour le satellite (d'abord analogique, puis numérique), les antennistes locaux n'ont plus installé, que des paraboles (individuelles et collectives) dans la zone de diffusion. Toutes les antennes collectives prévues pour la réception du canal VHF Bande I ont été remplacées à ce moment-là, par des paraboles collectives.
Un nouveau pylône a été installé le 15 octobre 2016 par ITAS TIM pour diffuser le multiplex R6 de la TNT avec 50 kW PAR.  Ce pylône a été démonté quand TDF a racheté son concurrent ITAS-TIM, TDF a transféré la diffusion du multiplex R6 sur son pylône.[pas clair]
Cet émetteur constitue pour l'IGN un site géodésique d'ordre 1 dans le système NTF.

## Télévision

### Télévision analogique
L'émetteur du Pic de Nore a émis les chaînes analogiques jusqu'au 29 novembre 2011 sauf pour la chaîne Canal+ qui s'est arrêtée le 13 octobre 2010.
| Chaîne                                        | Canal | Puissance (PAR) |
| --------------------------------------------- | ----- | --------------- |
| TF1                                           | 64H   | 160 kW          |
| France 2                                      | 58H   | 160 kW          |
| France 3 Languedoc-Roussillon                 | 61H   | 160 kW          |
| Canal+                                        | 3V    | 100 kW          |
| France 5 (de 3 h à 19 h) Arte (de 19 h à 3 h) | 46H   | 56 kW           |
| M6                                            | 43H   | 56 kW           |
| France 3 Tarn                                 | 66H   | 205 kW          |

Source : "Liste des anciens émetteurs de télévision" (fichier PDF)

### Télévision numérique
| Multiplex | LCN              | Chaînes                                                                   | Canal | Puissance (PAR) | Diffuseur |
| --------- | ---------------- | ------------------------------------------------------------------------- | ----- | --------------- | --------- |
| R1        | 2 3 14 27 33     | France 2 France 3 Languedoc-Roussillon France 4 France Info France 3 Tarn | 32H   | 50 kW           | TDF       |
| R2        | 8 15 16 17 18    | C8 BFM TV CNews CStar Gulli                                               | 31H   | 28 kW           | TDF       |
| R3        | 4 26 41 42 43 45 | Canal+ LCI Paris Première Canal+ Sport Canal+ Cinéma(s) Planète+          | 43H   | 50 kW           | TDF       |
| R4        | 5 6 7 9 22       | France 5 M6 Arte W9 6ter                                                  | 42H   | 50 kW           | TDF       |
| R6        | 1 10 11 12 13    | TF1 TMC TFX NRJ 12 LCP                                                    | 46H   | 50 kW           | TDF       |
| R7        | 20 21 23 24 25   | TF1 Séries Films L'Équipe RMC Story RMC Découverte Chérie 25              | 41H   | 50 kW           | TDF       |
| R9        | 52               | France 2 UHD                                                              | 45H   | 13 kW           | TDF       |

Source : Emetteurs TNT dans l'Aude sur le forum de tvnt.net (consulté le 10 avril 2017).

## Radio FM
| Fréquence | Station        | Puissance (PAR) | RDS (PS) |
| --------- | -------------- | --------------- | -------- |
| 88.3      | France Inter   | 80 kW           | __INTER_ |
| 90.9      | France Musique | 80 kW           | MUSIQUE_ |
| 96.5      | France Culture | 80 kW           | _CULTURE |
| 104.7     | Sud Radio      | 80 kW           | SUDRADIO |

Source : Les radios de Pradelles-Cabardès sur annuaireradio.fr (consulté le 10 avril 2017).

## Téléphonie mobile
| Opérateur        | 2G  | 3G  | 4G  | FH  | Relais                    |
| ---------------- | --- | --- | --- | --- | ------------------------- |
| SFR              | Non | Non | Non | Oui | Sur un pylône autostable  |
| Bouygues Telecom | Oui | Oui | Non | Oui | Sur un pylône autostable  |
| Orange           | Non | Non | Non | Oui | Sur 2 pylônes autostables |

Source : Situation géographique du site sur cartoradio.fr (consulté le 10 avril 2017).

## Autres transmissions
- Direction des Routes : COM TER
- RTE : Faisceau hertzien
- TDF : Faisceau hertzien

Source : Situation géographique du site sur cartoradio.fr (consulté le 10 avril 2017).

## Galerie

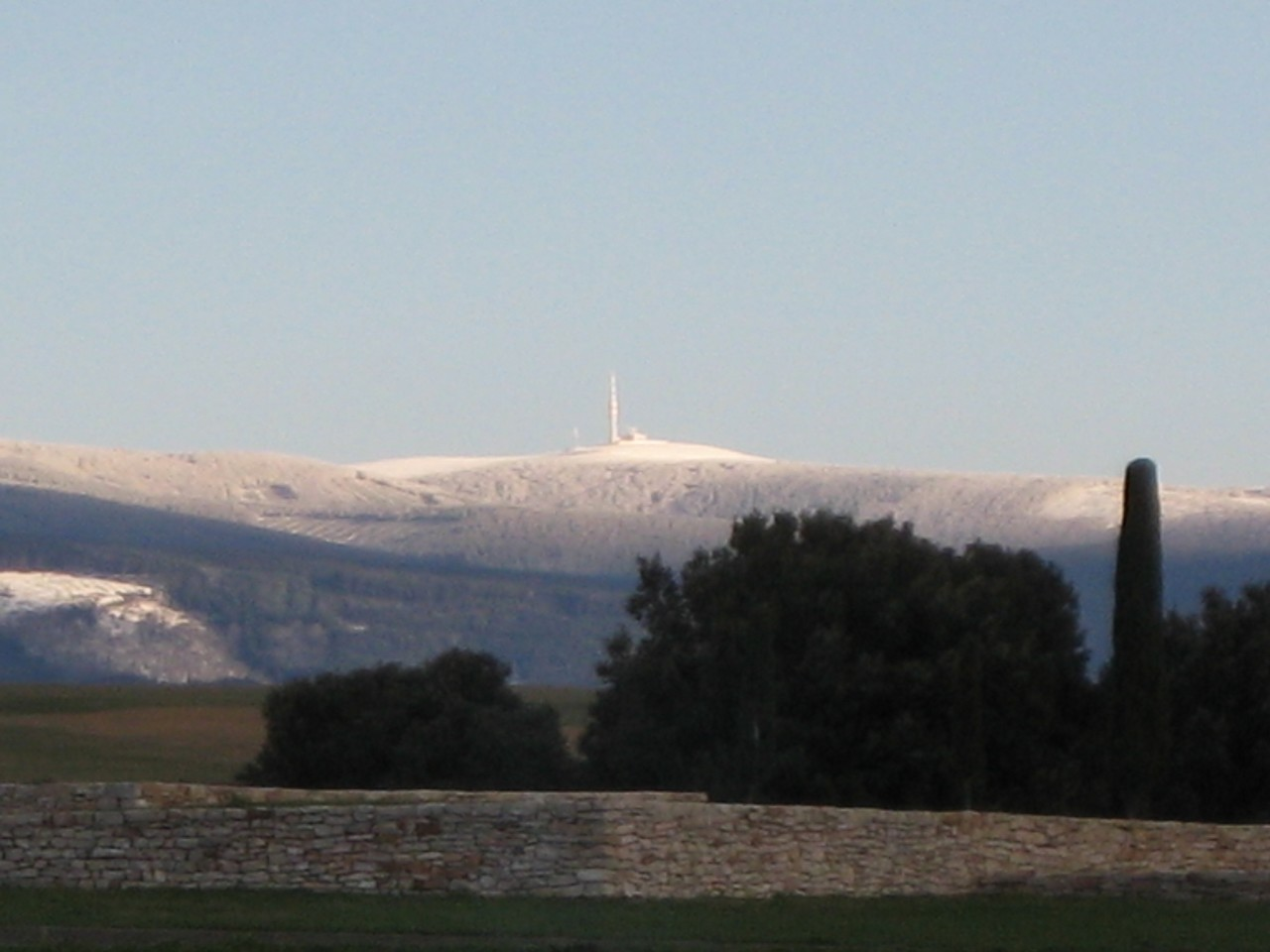
Pic de Nore.
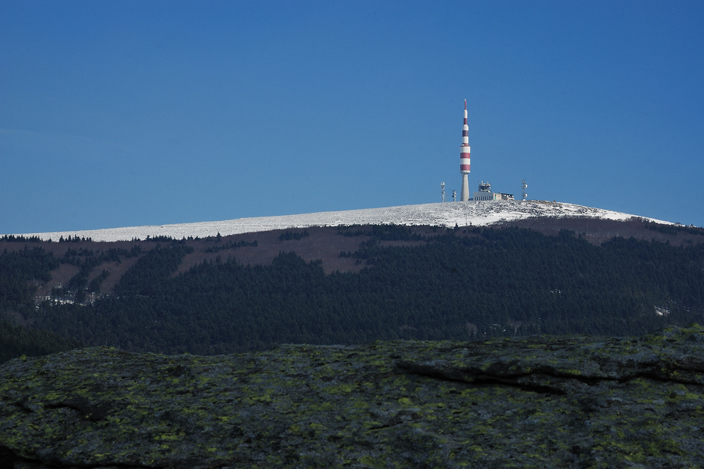
Pic de Nore.
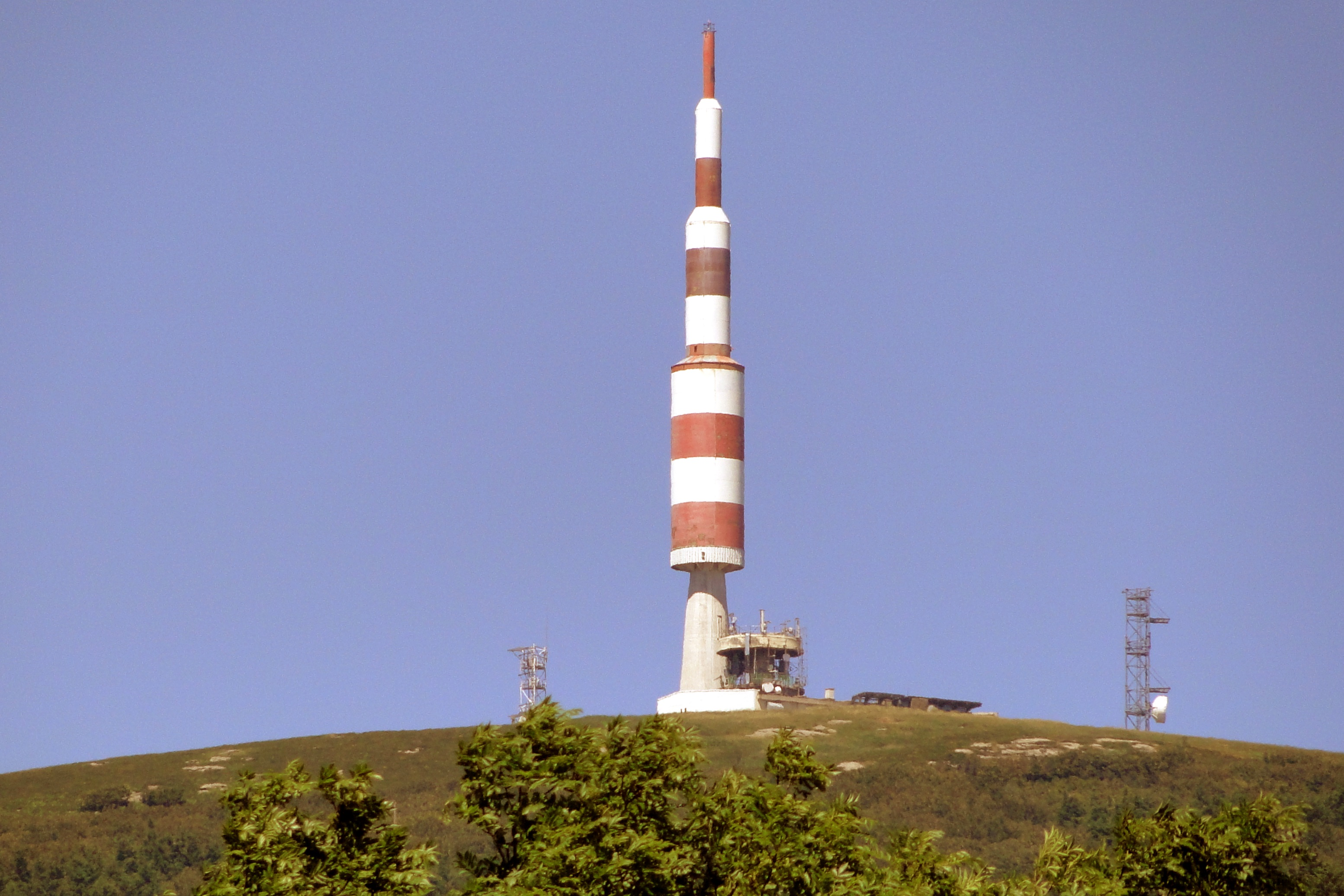
Emetteur du Pic de Nore.

### Pour plus de photos
- annuaireradio.fr (consulté le 13 avril 2017).
- tvignaud (consulté le 13 avril 2017).

## Site externe
- Carcassonne - Pic de Nore (11), sur le site de Thierry Vignaud, 12 novembre 2006